# ОШ „Свети Сава” ИО Забрдица
ОШ „Свети Сава” ИО Забрдица је издвојено одељење ОШ „Свети Сава” Попучке, које је смештено у школској згради грађеној 1946. године.
У саставу школског објекта су једна учионица, хол, ходник и простор за ђачку кухињу, као и стан за учитеља. Опремљеност је добра, а услови рада, у целини гледано, су солидни. Школа нема решен прилаз, потребно је урадити асфалт до школе, а такође и оградити школско двориште.